# Bataille de Toro
Guerre de Succession de Castille
La bataille de Toro, du 1er mars 1476, est un épisode de la guerre de Succession de Castille, opposant les troupes de Ferdinand II d'Aragon et d'Isabelle de Castille, son épouse, sœur d'Henri IV de Castille, d'un côté, et celles d'Alphonse V de Portugal, époux de Jeanne de Castille, dite « la Beltraneja », fille d'Henri IV et nièce d'Isabelle, de l'autre.
Cette bataille se déroula près de la localité du même nom, dans le royaume de Castille (dans l'actuelle province de Zamora, en Espagne)

## Contexte
La succession d'Henri IV, mort en décembre 1474, est disputée entre Isabelle, épouse du roi d'Aragon, et Jeanne, épouse du roi de Portugal.
Une coalition se forme en faveur de Jeanne, incluant la France de Louis XI.

## La bataille
L'armée de la coalition envahit la Castille depuis le nord du Portugal et se heurte à l'armée des Rois catholiques presque immédiatement.
La bataille est indécise sur le plan tactique : les Portugais restent maîtres du champ de bataille, mais les Castillans se replient en bon ordre et leur armée n'est pas vaincue. La bataille fut même une victoire stratégique d'Isabelle de Castille car Alphonse V se rend compte qu'il n'a pas suffisamment de soutiens pour faire valoir les droits de son épouse sur la Castille, comme l'écrit l'historien Albert Bourdon : « Mais à l'issue de la bataille indécise de Toro, sa cause d'Alphonse V de Portugal était perdue faute d'appuis diplomatiques. ».

## Suites
La guerre ne prend fin qu'en 1479, avec le traité d’Alcáçovas, qui règle le conflit de succession en faveur d'Isabelle.